# Didier Ndama Bapupa
Didier Ndama Bapupa (30 juni 1972, Zaïre) is een voormalig professionele voetballer die als verdediger op het veld stond. Van juli 1993 tot juni 1999 speelde hij voor de Belgische eerste klasse ploeg KV Oostende. Daarna speelde hij één seizoen voor Cercle Brugge. Hij speelde ook voor zijn land van herkomst Congo-Kinshasa vier interlands op het Afrikaans kampioenschap voetbal 1998.

## Clubcarrière
In zijn jeugd voetbalde Ndama Bapupa voor DC Motema Pembe waar hij bij de profs van 1992 tot 1993 bleef. Want daarna ging de Congolese verdediger naar België om voor KV Oostende te spelen. Hij speelde 87 keer voor de Belgische kustploeg zonder te scoren. In 2001 ging hij naar Cercle Brugge die toen in de tweede klasse van België zaten, hier speelde hij 6 keer, weer zonder te scoren.

## Interlandcarrière
Op 9 februari 1998 debuteerde Ndama Bapupa voor het nationale elftal van Congo-Kinshasa in een groepswedstrijd van de Afrika Cup of Nations in 1998 tegen Togo. Later mocht hij voor zijn land nog 3 wedstrijden op het toernooi  afwerken tegen: Tunesië, Burkina Faso en Ghana. Congo-Kinshasa behield de derde plaats door met 4-1 in penalty's te winnen nadat het 4-4 stond na verlengingen tegen Burkina Faso, Ndama Bapupa speelde deze wedstrijd mee.